# 강아지 단 이야기
강아지 단 이야기는 2002년에 실화를 바탕으로 만든 영화이다.

## 출연진
- 츠구나가 모모코 - 모리시타 마오 역
- 시미즈 사키 - 마츠다 히카루 역
- 아베 나츠미 - 후루사와 야요이 역
- 고토 마키 - 나츠메 호나미 역
- 하라다 미에코 - 모리시타 와카코 역
- 이이다 카오리 - 오쿠보 사키 역
- 이시카와 리카 - 모리시타 토모미 역
- 콘노 아사미 - 마츠시타 카나에 역